# أمين عام جامعة الدول العربية
أمين عام جامعة الدول العربية هو منصب في جامعة الدول العربية. تولى المنصب ثمانية أشخاص منذ إنشاء الجامعة، كلهم مصريون، باستثناء الشاذلي القليبي الذي كان تونسيًا. يتولى هذا المنصب حاليًا أحمد أبو الغيط.

## المهام المسندة

### المهام الإدارية والفنية
1. متابعة تنفيذ قرارات مجلس الجامعة ولجانها.
2. أن يحدد تاريخ دورات انعقاد مجلس الجامعة.
3. أن يوجه الدعوة لعقد اجتماعات مجلس الجامعة واللجان الدائمة.
4. تنظيم أعمال السكرتارية ذات الصلة.
5. إعداد ميزانية الجامعة.

### المهام السياسية
1. حضور اجتماعات مجلس الجامعة والمشاركة في مناقشة الموضوعات المعروضة.
2. تقديم تقارير أو بيانات شفوية ومكتوبة عن أية مسألة يبحثها مجلس جامعة الدول العربية.
3. توجيه نظر المجلس أو الدول الأعضاء في الجامعة إلى مسألة يقدر الأمين العام أهميتها.
4. تمثيل الجامعة لدى المنظمات الدولية.
5. التحدث باسم الجامعة.

## قائمة بأسماء أمناء الجامعة العامون
| الأمين العام          | البلد | من   | إلى      |
| --------------------- | ----- | ---- | -------- |
| عبد الرحمن عزام       | مصر   | 1945 | 1952     |
| محمد عبد الخالق حسونة | مصر   | 1952 | 1971     |
| محمود رياض            | مصر   | 1971 | 1979     |
| الشاذلي القليبي       | تونس  | 1979 | 1990     |
| أحمد عصمت عبد المجيد  | مصر   | 1990 | 2001     |
| عمرو موسى             | مصر   | 2001 | 2011     |
| نبيل العربي           | مصر   | 2011 | 2016     |
| أحمد أبو الغيط        | مصر   | 2016 | حتى الآن |

## وصلات خارجية
- هيكل الجامعة العربية - الأمانة العامة
- الأمناء العامون السابقون لجامعة الدول العربية